# Bertold Segeberg

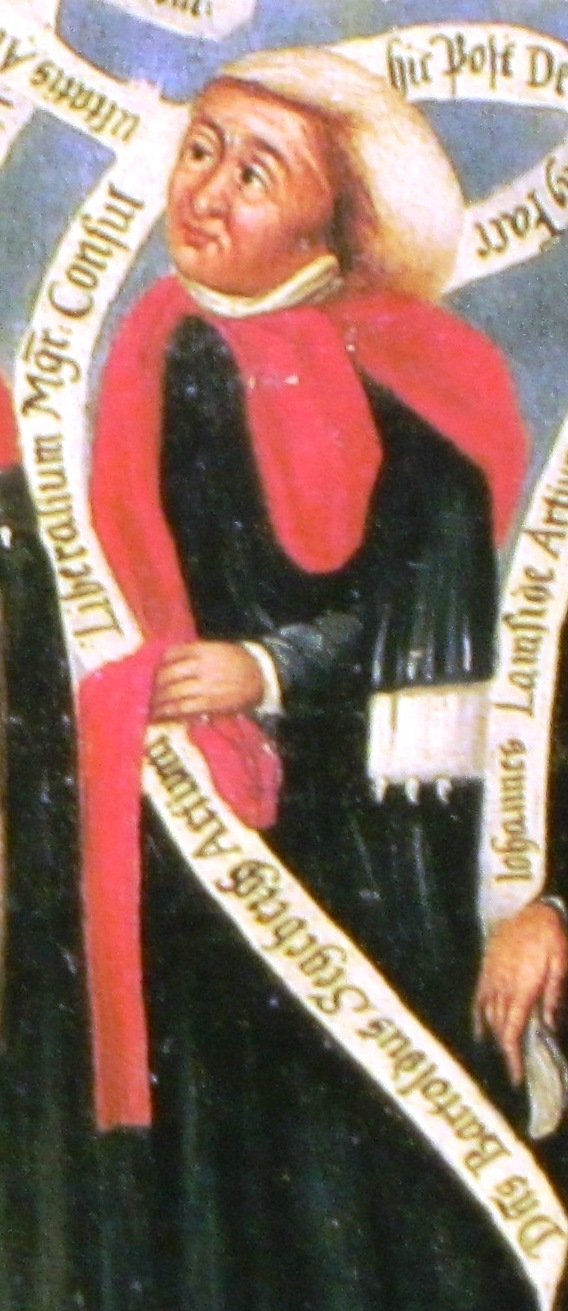
Bertold Segeberg (Ausschnitt aus der Rubenow-Tafel)

Bertold Segeberg (* in Lübeck; † 1460 in Greifswald) war Dekan der Artistenfakultät in Greifswald.

## Leben
Bertold Segeberg war wahrscheinlich ein Bruder des Lübecker Kaufmanns und Ratsherrn Johann Segeberg. Er wurde im 1410 in Leipzig immatrikuliert und erhielt 1420 ein Lehramt in Rostock. 1436 kam er mit anderen Rostocker Professoren nach Greifswald, wurde Ratsmitglied und gehörte 1456 unter Rubenow zu den Begründern der pommerschen Landesuniversität in Greifswald.
Bertold Segeberg war verheiratet mit einer Tochter des Greifswalder Ratsherrn Jakob von Grimmen. Sein Sohn Arnold Segeberg wurde Professor der Rechte in Greifswald und später in Rostock.
Bertold Segeberg wurde in der Greifswalder Marienkirche bestattet. Er ist auf der Rubenow-Tafel im Greifswalder Dom (2.v.r.) mit den weiteren Professoren Bernhard Bodeker, Wilken Bolen, Johannes Lamside, Johannis Tidemann und Nicolaus Theodorici de Amsterdam dargestellt.